# 人為疾患
（factitious disorders，世卫组织译做作性障碍）是一类在人格及行為方面的精神障碍。病況包括蓄意製造病徵、偽裝病徵、又或把原有病徵誇大。代理性人為疾患指一種源自病患照顧者的人為疾患。孟喬森综合征為人為疾患當中的一種嚴重病況，也是最先被確認的一種，而且很長時期被作為整個相類似病組的名稱。患有此病的人，可能會透過各種途徑，例如：令尿液樣本受污染、吸食迷幻藥、往身體注射細菌，以令身體出現各種病徵。他們這樣做的原因很多，從引人注意或同情、對其他人構成滋擾等。
與身心性疾病不同的是：身心性疾病的病徵是非自願的，而人為疾患所出現的病徵是自行選擇的。舉例說：身心性疾病的患者可能因為壓力問題，以致產生胃潰瘍或偏頭痛，但患者無法自行選擇出現哪一種病徵；但人為疾患者可能會透過進食某種刺激性食物來令身體產生胃潰瘍的病徵。
詐病並不一定是人為疾患，儘管兩者可能有相同的動機。

## 類型
DSM-IV中有以下三種類型：
- 心理為主類：臨床表現的主要是心理上的病徵和病況；
- 身體為主類：臨床表現的主要是身體上的病徵和病況；
- 結合型類：臨床表現的同時有心理及身體上的病徵和病況，沒有一種主導。